# J. Neto
José Clementino de Azevedo Neto (Parelhas, 27 de agosto de 1960), mais conhecido como J. Neto, é um cantor e compositor brasileiro de música cristã contemporânea.

## Biografia
Antes de se tornar cantor, trabalhou cavando buracos em fazendas, foi vendedor de limão em feiras, trabalhou como carregador de bananas para serem vendidas em feiras, vendeu pipocas e picolés em circo, foi trapezista de circo e trabalhou como pintor, em construção civil. Em 20 de agosto de 1981, ao tentar suicídio, teve o encontro com Deus, convertendo-se ao cristianismo (evangélico) e em 1985, aos 25 anos de idade, lançou seu primeiro trabalho fonográfico no meio evangélico intitulado Água Viva.
J. Neto já foi premiado pela ABPD com dois discos de ouro e um de platina, pelos álbuns Bem Aventurado, Conquista e Além das Aparências, além de ser indicado e vencedor em várias categorias no Troféu Talento.
Suas canções "Último Romântico" , "Uma Chance em Mil" e "SMILE" fizeram parte das trilhas sonoras das novelas A Escrava Isaura, Essas Mulheres e Cidadão Brasileiro, ambas veiculadas pela TV Record.
A voz de J. Neto é muito semelhante à do cantor Roberto Carlos, chegando a confundir quem o ouve.
Em 2013, o cantor assina contrato com a gravadora Mess Entretenimento e lança o álbum Quem disse que já era que emplaca no ranking da revista Billboard a canção "Eu sou esse cara". 
Em 18 de outubro de 2015, J. Neto foi consagrado a pastor pelo Ap. Luiz Henrique na Igreja do Senhor Jesus em Fortaleza, Ceará. 
Porém, em maio de 2016, o cantor desliga-se da denominação por motivos pessoais. Mas, ainda continua sendo um cantor itinerante, cantando para o gospel em vários lugares. 
Em 2018 J.Neto assina contrato com a gravadora Maximus Gospel Music e grava o seu mais novo EP e lança seus clipes esse ano 2019 nas plataformas digitais e em CD.

## Discografia
Álbuns de estúdio:
- 1985: Água Viva (Som Evangélico - relançado nos anos 90 pela Som e Louvores)
- 1988: Resposta (Donai Produções) (relançado em 1990 pela "Mundial Records" sob o título "Pensando Bem").
- 1989: O Nome (Coração para Coração Produções) (relançado nos anos 90 pela "Mundial Records").
- 1990: Tua Graça me Basta (Som e Louvores)
- 1991: Nazareno (Som e Louvores)
- 1992: Vinde a Mim (Som e Louvores)
- 1993: Retorno (Nancel Produções)
- 1994: Dê Um Sorriso (Nancel Produções)
- 1997: Iluminado (BlindorGospel)
- 1998: Alma e Coração (Rio Music)
- 1999: Eu Te Amo (Rio Music)
- 2001: A Harpa (Sião Records)
- 2002: Além das Aparências (Line Records)
- 2003: Ao Vivo (Line Records)
- 2003: As 20 Ungidas (Art Gospel)
- 2004: Conquista (Line Records)
- 2005: Entre os Querubins (Art Gospel)
- 2007: Bem Aventurado (Line Records)
- 2008: Riquezas (Kether Music)
- 2009: Um Milagre Novo (Line Records)
- 2013: Quem disse que já Era? (Mess Entretenimento)
- 2020: Feliz de Novo (Maximus Gospel Music)
- 2021: Deus Sabe de Tudo (Maximus Gospel Music)

Coletâneas:
- 2001: Este Vem com Tudo
- 2003: As Canções que Deus fez para Mim'
- 2012: Seleção de Ouro

## Prêmios
- Troféu Talento 2000: Cantor do Ano
- Troféu Talento 2003: CD do Ano ("Além das Aparências"), Melhor Arranjo - "Além das Aparências"[7] e Cantor do Ano.[3]
- Troféu Universo Musical: 2003: Melhor Disco Ao vivo Gospel - "J. Neto Ao Vivo".
- Troféu Talento 2005: Melhor Cantor